# Язык содружества
Язык содружества (яп. 協和語 Кё:ваго) — использовавшийся в первые годы после основания Маньчжоу-го упрощённый японский язык. По-японски также назывался «коа-го» (яп. 興亜語, «язык развития Азии»), «нитиман-го» (яп. 日満語, «японо-маньчжурский язык»), «дайтоа-го» (яп. 大東亜語, «великий восточноазиатский язык») и пр.

## Описание
Термин содружество происходит от девиза Маньчжоу-го «Содружество пяти народов» (五族協和 — годзоку кё:ва на японском, уцзу сехэ на китайском). В основном язык имел применение среди китайских народностей хань и маньчжоу, которым японский язык не приходился родным. По этой причине туда попали слова из севернокитайского языка и сокращено словоизменение (падежи, спряжение глаголов), китайскому как таковое несвойственное, язык таким образом можно назвать пиджином.
После окончания русско-японской войны, ещё до основания Маньчжоу-го, в новых городских районах вместо русского языка стал изучаться японский. Однако привнесенные японскими солдатами во время войны с Россией редуплицированные слова навроде «кайро-кайро» (от 帰ろう «пошли домой», в пиджине и просто «пошли») и «мэси-мэси» (от 飯飯, «еда»), сохранившиеся в виде японо-маньчжурского пиджина, привели к впечатлению, будто японский весь состоит из повторяющихся слов, и даже часть приехавших японцев начала удваивать слова наподобие «Ватаси кау-кау, икура-икура, уру-уру ару ка?» («[Хочу] купить, [это] почём?») или «Такай-такай, макэру-макэру, ёросии» («Дорого, скидку, хорошо?»).
Считается, что язык содружества был создан японцами для того, чтобы послужить средством немедленного общения между всеми народностями многонационального состава Маньчжоу-го, после чего был отменён из-за критики, указывавшей на то, что японский язык — язык, где обитает душа слов, говорить на котором следует правильно. После окончания войны и падения Маньчжоу-го материалы были утрачены, систематические исследования с тех пор не проводились, поэтому подробности о языке сегодня неизвестны.
Часто утверждается, что якувариго, изображающие характерную речь китайцев в японской популярной культуре, происходят от языка содружества. К примеру, добавляются выражения вроде высказывания «ару ё», имитирующие язык содружества, к фразам, которые произносят в манге китайские персонажи, разговаривая на ломаном японском, или в иностранных произведениях при переводе на японский фраз, произносимых в оригинале с сильным китайским акцентом; или при пародировании китайцев наподобие того, как это делает японский тарэнто Сэндзи Пекин. Однако письменные источники указывают на то, что близкий к этому японский пиджин уже существовал в первые годы Мэйдзи, и происхождением таким образом полагается «иокогамский пиджин», применявшийся в иностранном поселении в Иокогаме. Сперва он воспринимался японцами как японская речь иностранцев в целом, а затем восприятие сместилось до речи, свойственной китайцам.
Вероятно, что язык содружества был основан на всем вышеперечисленном, но конкретных доказательств этому нет.

## Примеры
- 私日本人アルヨ (Ватаси нихондзин ару ё)
На обычном японском 私は日本人です (Ватаси ва нихондзин дэс). Означает «Я — японец».
- 姑娘（グーニャン）きれいアルネ (Гу:нян кирэй ару нэ)
На обычном японском お嬢さんはきれいですね (Одзё: сан ва кирэй дэсу нэ). Означает «Красивая у вас дочь».
- あなた座るの椅子ないアルヨ (Аната сувару но ису най ару ё)
На обычном японском あなたが座る椅子がありません (Аната га сувару ису га аримасэн). Означает «Вам стула не будет». Отрицание «най» употреблялось вместе с подтверждением «ару», из-за чего периодически возникали непонимания.
- アイヤー（哎呀） (Айя:)
Возглас удивления. Из китайского.